# マイク・ポーカロ
マイク・ポーカロ（Mike Porcaro 本名：Michael Joseph Porcaro、1955年5月29日 - 2015年3月15日）は、アメリカの主にセッション・ミュージシャン（スタジオ・ミュージシャン）として活動していたベーシストで、TOTOのメンバーとしても知られる。後年はALSを患い、2008年より療養生活に入っていたが、復帰を果たせぬまま2015年に死去した。

## 略歴
ジャズ・パーカッショニスト、ドラマーのジョー・ポーカロ(1930〜2020)（イタリア系アメリカ人）を父に、3兄弟の次男として出生。同じくTOTOのメンバーだったドラムスのジェフ・ポーカロは兄、キーボード奏者のスティーヴ・ポーカロは弟。
高校時代より、兄弟のジェフ、スティーヴや、デヴィッド・ペイチ、スティーヴ・ルカサーらとともにバンド活動を始め、以降は主に他アーティストやバンドのサポートを中心に活動。サポートミュージシャンとしては、ジョー・ウォルシュ、ボズ・スキャッグスとの共演で知られていた。同じくセッション・ミュージシャンとして活動していたジェフ、スティーヴが結成に関わったTOTOがメジャーデビューを果たすが、この時点ではマイク自身はまだ同バンドの活動に参加していない。
1982年、『TOTO IV（聖なる剣）』リリース直後に脱退したデヴィッド・ハンゲイトの後任である正式メンバーとしてTOTOに加入する。『TOTO IV』収録曲のプロモーション・ビデオはハンゲイトが脱退後に撮影されたため、映っているのはマイクであるが、音源はハンゲイトのものが使用されている。
1990年、EARTHSHAKERのアルバム『PRETTY GOOD!』にプロデューサーとして参加した。
2007年に筋萎縮性側索硬化症(ALS)を発症し療養することとなり、コンサートツアーにはリーランド・スカラーが代役として参加したが、マイクが復帰できないまま、翌2008年にTOTOが解散となった。
2010年、マイク救済のためにペイチやルカサー、弟のスティーヴらがTOTOを期間限定で再結成し、ツアーを開催する。ベースにはフォープレイのネイザン・イーストが代役を務めたが、TOTOの公式サイトでのメンバー一覧では、療養中も正規メンバーとしてそのまま扱われていた。
2015年3月15日午前0時14分、自宅で家族に看取られながら死去したことが、弟のスティーヴによってフェイスブックで公表された。59歳没。

## プレイスタイルなど
- 堅実にビートを刻むプレイスタイルは、数多くのアーティストから絶大な信頼を得ており、日本でもTUBEの前田亘輝、渡辺美里などのレコーディングに参加している。
- 演奏する際は、ベースを比較的高い位置に構えるのが特徴。奏法は、主にフィンガーピッキングだが、ピック奏法やスラップ奏法を用いることも。
- 初期の参加作品ではIbanezのMCシリーズなどの4弦ベースを使用していたが、90年代以降はクレイマー、F-Bass、Peaveyなどの5弦ベースを主に使用している。

## 使用楽器・機材など
世界的に見て5弦ベースを最も早い時期に使用したプレイヤーの一人であり、5弦ベースが世に知れ渡る前（1986年頃）にはLow-Bを効果的に使用していた。
＜使用ベース＞
主な使用ベースは以下
- 1984年以前：Ibanez MC-924

- 1986年：Status シリーズ2ヘッドレス4弦

- 1988年：Kramer シグネイチャー5弦

- 1990年：Alembic ヨーロッパ5弦（シグネイチャー）、Tobias クラシック5弦

- 1992年：F-Bass スタジオ5弦

- 1995年：Status シリーズ2ヘッデッド5弦、Music Man スティングレイ5、T-Bass/トレースエリオットベース 5弦（TV番組内で使用していた）、Tung 6弦（レコーディングのごく一部）

- 1999年以降：Peavy cirrus（シーラス）5弦（シグネイチャー）、および上記のベース（主にF-Bass）

※1999年にPeavyとエンドースした事でステージでは主にシーラスを弾いていたが、レコーディングや地元の小さなギグでは様々なベースを使用していた。
＜使用機材＞
アンプ
- 1984年以前：不明

- 1985年頃～1992年以前：トレースエリオット

- 1994年頃からSWR